# Deus Ex: Mankind Divided
Deus Ex: Mankind Divided est un jeu vidéo de tir à la première personne qui emprunte au jeu de rôle et au jeu d'infiltration dans un univers cyberpunk. Développé par Eidos Montréal et édité par Square Enix, il est la suite de Deus Ex: Human Revolution sorti en 2011 et se déroule deux ans après les événements qui se déroulent dans ce jeu. Il propose à nouveau d'incarner Adam Jensen,.
Le titre est dévoilé au début du mois d'avril 2015. Il sort le 23 août 2016 sur Microsoft Windows, PlayStation 4, et Xbox One, le 3 novembre 2016 sur GNU/Linux et le 12 décembre 2017 sur macOS.
Le 21 mars 2019, le jeu rejoint le service à abonnement Xbox Game Pass.

## Trame

### Synopsis
En 2029, deux ans après l'incident décrit à la fin de Deus Ex: Human Revolution, les humains augmentés sont traités en parias et exclus de la société. Adam Jensen doit faire face aux conséquences de ses choix, qui ont conduit à un rejet des augmentations mécaniques par l'opinion publique. L’oppression des augmentés a créé un climat de peur et d'amertume, produisant une escalade de la violence dans le monde. Au cœur du chaos, des organisations secrètes tirent les ficelles en coulisses, dans le but de manipuler et contrôler l'avenir de l'humanité.
Adam Jensen est devenu un agent infiltré expérimenté qui doit mener ses opérations dans un monde qui méprise ses semblables. Il travaille pour une force spéciale d'Interpol, la Task Force 29, qui s'occupe de combattre les terroristes augmentés nouvellement apparus. Cependant, son allégeance est divisée entre cette équipe et un groupe de cyberpirates nommé le Collectif Mastodonte (Juggernaut en anglais). À la suite de sa découverte de l'existence des Illuminati en 2027, Adam est devenu déterminé à faire tomber le groupe mystérieux, et collabore avec le Collectif Mastodonte dans ce but.
Adam est envoyé en tant que commando, support d'une équipe d'intervention pour protéger Arun Singh, un agent d'Interpol ayant infiltré un réseau de contrebandiers se surnommant « Djinns ». Il est dévoué par l'agent Duncan MacReady, et par son supérieur Jim Miller qui ne voit en cet agent modifié qu'un moindre mal pour son équipe. Sheppard, un trafiquant d'armes, a donné rendez-vous aux Djinns dans un hôtel abandonné à Dubai, dont la construction a été interrompue à la suite de l'incident puisque la majorité des travailleurs étaient des humains augmentés. A la rencontre des deux hommes, Sheppard est tué par un groupuscule anonyme portant des masques dorés, interceptant un trafic d'augmentations.
De retour à Prague, ville qui était alors en plein essor dans les années 2020 grâce à une politique d'intégration d'humains augmentés, Adam rencontre Alex Vega, son contact avec l'organisation Mastodonte, à la gare de Ruzsicka, avant que celle-ci ne soit détruite par une explosion. Ses systèmes endommagés, Adam va rendre visite à Vaclav Koller, un jeune bio-hacker utilisant une librairie comme couverture, pour se faire réparer. Non seulement ses augmentations sont réinitialisées, mais il découvre également l'existence d'améliorations clandestines, qui lui auraient été installées en Alaska, alors qu'il a été retrouvé inconscient dans l'océan, peu après les événements de Human Revolution.
Adam retourne à la planque de la TF29, dissimulée sous une agence d'import-export, pour faire son débriefing à Miller. Il pirate ce faisant le SRN - un dispositif permettant de faire des réunions holographiques virtuelles - en y installant un logiciel espion. Il reçoit comme ordre de se rendre dans les ruines de la gare Ruzicka pour récupérer les preuves nécessaires et les ramener à Daniel Fletcher, l'expert technique.
La Task Force 29 amène Jensen à se rendre dans le Complexe d'Utulek, situé dans la périphérie de Prague. Ce qui a été vendu par le groupe Santeau comme un paradis pour humains augmentés, est en réalité un ghetto insalubre, surnommé « Golem City ». Il doit y trouver Talos Rucker, le chef de la Coalition pour les Droits des Augmentés, un groupe voué à la protection des droits des humains ayant subi des modifications mécaniques. Si cette coalition n'encourage pas officiellement la violence, elle est cependant reconnue comme organisation terroriste par la Task Force 29 à cause de certains de ses membres. Juste avant de rencontrer Rucker, Jensen fait la connaissance de Victor Marchenko, soi-disant numéro 2 de la CDA, un colosse aspirant aux actes violents.
Rucker accepte de discuter avec Jensen, clame son innocence, et se laisse convaincre de fournir des preuves incriminant certains membres de son organisation. Il meurt alors de manière spectaculaire, comme s'il avait rejeté d'un bloc toutes ses augmentations. Jensen échappe tout juste à une embuscade et revient à Prague.
Adam peut suivre deux pistes distinctes : dans la première, Daniel Fletcher a trouvé un dispositif d'horlogerie dans la bombe de Ruszicka, pointant alors vers l'horloger Nomad Steinek. Mais Jensen comprend qu'il est lui-même la cible de la pègre, et que le vieil homme tente de renouer sa fille Allison de quitter l'organisation de l'Eglise de l'Homme-Machine, une secte d'augmentés persuadés d'avoir, durant l'Incident, atteint la Singularité et pouvant se rapprocher de dieux. Allison étant une ancienne artificière à l'armée, Jensen comprend qu'elle a créé les bombes de l'attentat, mais il comprend qu'elle a un ennemi commun : Victor Marchenko. D'après elle, celui-ci a commencé des opérations dans le MARG, un site abandonné de Belltower dans les Alpes suisses.
Par son autre piste, Jensen utilise le SRN pour visionner les archives d'une réunion de Miller. Il comprend alors que le supérieur de Miller, Joseph Manderley, est un illuminati et qu'il a essayé de dissimuler un incident similaire à celui de Rucker, une bio-arme développée par la société VersaLife appelée Orchidée. Sous l'impulsion de Janus, le leader de Mastodonte, Jensen infiltre la banque Palisade et cambriole un coffre-fort de la société VersaLife pour récupérer des informations sur l'Orchidée. Il y apprend que son ancienne petite amie, Megan Reed, avec qui il travaillait chez Sarif Industries et qui est partie chez VersaLife, a eu une discussion avec son supérieur Bob Page - lui aussi faisant partie des Illuminati - au sujet du développement de l'Orchidée dans le MARG, un site abandonné de Belltower dans les Alpes suisses.
A peine arrivé en Suisse, Jensen est attaqué par Marchenko qui lui inocule l'Orchidée, le laissant pour mort. Cependant, Jensen reste en vie et retourne à Prague, sous la loi martiale à la suite d'émeutes à Golem City. A la TF29, Jensen a une dispute avec Miller, avant de se raviser : Marchenko aurait des affinités avec la pègre tchèque, la famille Dvali tenue par Radic Nikoladze dans le quartier rouge. Ayant infiltré le théâtre qui leur sert de QG, Jensen comprend que Marchenko veut faire un bain de sang à l'Apex Center à Londres, contre le PDG du groupe Santeau Nathanael Brown. Il apprend également que l'Orchidée est censé reproduire le syndrome de Hugh Darrows, provoquant un rejet des augmentations. Mais comme les couches PEDOT permettant l'acceptation de ces greffes ont été calibrées par Megan Reed sur l'ADN d'Adam (voir Human Revolution), Jensen ne rejette pas les implants et n'a pas besoin de neuropozyne. L'Orchidée est donc sans action contre lui.
Arrivant à Londres, Jensen comprend que les agents des Illuminati ont déjà été déployés et doit faire preuve de prudence pour se rapprocher de Marchenko. Après avoir éventuellement approché Brown et l'empêché de boire le champagne empoisonné à l'Orchidée, Jensen confronte finalement Marchenko et met fin à cette opération de terreur.

### Personnages et groupes
- Adam Jensen : Cet ancien membre du SWAT a été forcé de quitter son poste à la suite d'un refus d'obéir à un ordre direct pour des raisons morales. Dans Deus Ex: Human Revolution, il se reconvertit en chef de la sécurité de Sarif Industries. Gravement blessé à la suite de l'attaque d'un des laboratoires, il est réanimé par les médecins de Sarif qui lui greffent un grand nombre d'augmentations cybernétiques. Possédant bras et jambes bioniques, yeux artificiels, implants cérébraux et organes internes artificiels, il devient un super-soldat. Dans Mankind Divided, après l'incident, Adam a quitté Sarif Industries, qui a fait faillite, ainsi que Détroit, et s'est installé à Prague. Sur place, il mène désormais une double vie : d'un côté, il fait partie de la Task Force 29, une équipe d'Interpol, tout en travaillant secrètement pour le Collectif Mastodonte, dirigé par un dénommé Janus. C'est également ce groupe de cyberterroristes qui l'a fait infiltrer au sein de TF29 dans le but d'avoir des réponses sur ce qui s'est passé il y a deux ans.
- Directeur James "Jim" Miller : directeur de la Task Force 29 et donc supérieur hiérarchique d'Adam.
- Duncan « Mac » McCready : collègue d'Adam à la Task Force 29. Sa haine envers les augmentés et son mauvais caractère en font un personnage peu recommandable. Malgré cela, c'est un agent de terrain compétent et très respecté.
- Alejandra « Alex » Vega : originaire du Panama, Alex est l'amie et le contact d'Adam au sein du collectif Mastodonte. Comme notre héros, elle est augmentée. Avant de travailler pour le Collectif, elle travaillait pour Belltower Associates. Elle était l'un des personnages centraux de Deus Ex: The Fall
- Koller: un augmenté qui se charge de réparer et améliorer les augmentations d'Adam.
- Viktor Marchenko : ce géant augmenté fait croire à qui veut l'entendre qu'il est le « numéro 2 » du CDA, mais ce n'est qu'une façade. En réalité, il œuvre pour le compte des Illuminati. C'est le principal antagoniste.
- TF29 (Task Force 29) : Forces spéciales créées par l'ONU et dirigées par Interpol, intervenant dans la lutte contre le terrorisme à travers le monde entier. Ce groupe est conçu pour ne dépendre d'aucune juridiction nationale. Le quartier général de Prague est situé dans les sous-sols de Praha Dovos, une société d'import-export qui a pignon sur rue et qui lui sert de couverture.
- Collectif Mastodonte : Un groupe de cyber-activistes international, fondé en 2020 par un pirate nommé Eli. En 2025, le leadership change et prend le nom de Janus, sans qu'il soit possible de savoir si les deux pirates sont la même personne. Son identité certaine est inconnue mais la TF29 suspecte Juan Lebedev, le leader des NSF (New Sons of Freedom), un groupe terroriste apparaissant dans Deus Ex. Présent sur la liste "Most Wanted" de la NSA, le collectif est responsable de la chute de deux entreprises du Fortune 500, du système de renseignements Syrien et de l'arrêt du système de circulation de Seattle. À la fin de Deus Ex: Icarus Effect, le groupe est gravement attaqué par les Illuminati, mais Janus survit et aide Garvin Quinn pendant les évènements décrits dans Deus Ex: Le Chaînon Manquant.
- Talos Rucker: un politicien augmenté qui cherche à se faire élire pour mettre fin à la ségrégation envers les augmentés, il est accusé par la TF29 de faire partie de la CDA.
- Illuminati : Une société secrète vouée à l'atteinte de la perfection spirituelle de l'individu et à la domination clandestine de toutes les civilisations connues.
- CDA (Coalition pour les Droits des Augmentés) : Groupe d'activistes se battant pour la reconnaissance égale des humains augmentés. Officiellement pacifique, l'organisation compte cependant des membres prompts à la violence qui, de ce fait, font subir un statut d'organisation terroriste à toute la structure.

## Doublage
- Frédéric Popovic : Adam Jensen
- Annie Milon : Alejandra « Alex » Vega
- Gilles Morvan : Directeur James "Jim" Miller
- Paul Borne : David Sarif
- Thierry Mercier : Viktor Marchenko
- Jean-Claude Sachot : Otar Botkovelli
- Bruno Magne : Duncan "Mac" McCready
- Taric Mehani : Koller
- Damien Boisseau : Dr Daniel "Smiley" Fletcher
- José Luccioni : Inspecteur Montag
- Gabriel Le Doze : Nathaniel Brown
- Eric Aubrahn : Dr Talos Rucker
- Jessie Lambote
- Frederic Cerdal
- Lionel Henry : Bob Page
- David Kruger

## Système de jeu
Comme dans l'épisode précédent, le jeu fait intervenir des éléments de FPS, RPG et d'infiltration. Le joueur peut alors bénéficier d'une variété d'options quant à la manière de réaliser chaque mission du jeu. Plusieurs moyens existent pour réaliser un objectif, faisant intervenir différents choix pour le joueur, qui peuvent mener finalement à différentes conclusions. Il est ainsi possible de jouer le jeu en entier sans être détecté par les ennemis ou sans tuer quiconque (boss inclus).
Le mini-jeu de piratage présent dans Human Revolution fait aussi son retour, avec cependant la possibilité de pirater les objets à distance. Les dialogues interactifs seront aussi de nouveau disponibles.
De nouvelles augmentations sont introduites, en plus de celles déjà présentes dans le jeu précédent. Certains ennemis pourront posséder les mêmes augmentations que Jensen, les rendant ainsi bien plus dangereux.
Eidos Montréal a expliqué que les sauvegardes précédentes ne seraient pas prises en compte et qu'ainsi, les choix des joueurs dans Deus Ex: Human Revolution n'auront pas de conséquences. Par exemple, dans Panchea, que le projet Hyron ait été détruit ou non cause immanquablement la destruction du complexe. Le studio a notamment fait remarquer que, quel que soit le signal diffusé à la fin du jeu précédent, le joueur n'a de toute manière qu'une vague idée de ses conséquences, ce qui permet de créer une intrigue plus facilement pour Mankind Divided.
Le jeu inclut aussi la capacité de neutraliser les boss de façon non-létale, possibilité qui n'avait pas été offerte aux joueurs dans Deus Ex: Human Revolution. Cela avait notamment conduit un certain nombre de joueurs à se plaindre (sur les réseaux sociaux et forums du studio) de ne pas pouvoir réellement terminer le jeu sans faire de victimes. Pour ce nouvel opus, Eidos a donc précisé via Twitter qu'il y aurait « plusieurs types de munitions [dans Mankind Divided], parmi lesquelles des munitions EMP non-létales. »

## Musique
Tout comme il l'a fait pour Deus Ex: Human Revolution, Michael McCann a composé la musique de cet opus, mais accompagné cette fois du compositeur allemand Sascha Dikiciyan avec lequel il a déjà travaillé sur Tom Clancy's Splinter Cell: Double Agent.

## Promotion
Une application officielle, nommée Deus Ex Universe, donne accès à des informations concernant les jeux de la saga, ainsi qu'aux dernières nouvelles sur Mankind Divided. Elle est téléchargeable sur l'App Store et Google Play, et sert de companion app en jeu. Jusqu'à présent[Quand ?], l'application a servi a découvrir du contenu exclusif lié au nouvel épisode et à son développement, via l'utilisation d'un scanner capable de reconnaître des codes de forme triangulaire, diffusés à travers un certain nombre de posters et de vidéos promotionnelles. Le même type de code est aussi présent en jeu, dans des lieux secrets.

## Développement
En octobre 2013, Eidos Montréal annonce que la franchise Deus Ex sera étendue à un jeu mobile et à des supports papier. Le studio déclare aussi que l'équipe déjà à l’œuvre sur Deus Ex: Human Revolution travaille dorénavant sur une nouvelle sortie destinée aux consoles de nouvelle génération et à Microsoft Windows.
Square Enix dépose le titre Mankind Divided  en mars 2014. En décembre de la même année, Eidos Montréal dévoile un nouveau moteur de jeu, le Dawn Engine, destiné à tous les futurs jeux de la série Deus Ex et basé sur Glacier Engine II, le moteur de jeu d'Hitman: Absolution développé par IO Interactive.
L'annonce du jeu fuite la veille de la date officielle, au début d'avril 2015. Cette annonce représente le moment culminant d'un événement promotionnel de trois jours organisé par Square Enix, appelé "Can't Kill Progress", diffusé en direct via Twitch. Il s'agit d'un homme dormant et méditant dans une salle abstraite. Les spectateurs sont seulement autorisés à changer l'angle de vue et à voter sur la manière dont l'homme devrait gérer son interrogation.
Pendant un entretien avec Richard Huddy, chef du département Recherche et développement gaming chez AMD, TweakTown peut apprendre que le jeu supportera DirectX 12 dès sa sortie, ainsi que la technologie AMD TressFX Hair 3.0, le concurrent de Hairworks par Nvidia. La version PC inclura notamment un outil de benchmarking.
Square Enix dévoile la date de sortie du 23 février 2016 pendant l'E3 2015. Cette date est ensuite reportée à l'été 2016 à la suite d'un report le 18 novembre 2015 sur Microsoft Windows, PlayStation 4, et Xbox One.

## Accueil
Le système de précommande est l'objet d'une controverse du fait de ses récompenses divisées en cinq niveaux. Ce système propose à l'acheteur de choisir ce qu'il reçoit en fonction du montant qu'il paie. Il est comparé à une campagne Kickstarter, car plus il y a de précommandes, plus il y a de niveaux débloqués pour les acheteurs.
Le 1er septembre 2015, le studio annonce que ce système spécial de précommande est annulé à la suite des retours de la communauté. Les joueurs ayant précommandé le jeu ou comptant l'acheter le jour de sa sortie auront droit à tous les contenus dont l'accès était précédemment échelonné.
À sa sortie, le jeu est globalement très bien accueilli par la presse spécialisée avec un 17/20 sur Jeuxvideo.com et 9/10 pour gamekult. Les joueurs sont moins favorables, la moyenne étant de 14/20 pour jeuxvideo.com.
Le propos politique du jeu divise les critiques, notamment sur la transposition du mouvement Black Lives Matter aux humains augmentés, mais elles s'accordent sur la meilleure gestion du gameplay permettant de finir le titre sans tuer personne, ce qui était impossible dans Human Revolution et reproché par les joueurs,.